# Bathyraja smirnovi
Bathyraja smirnovi е вид хрущялна риба от семейство Arhynchobatidae. Видът не е застрашен от изчезване.

## Разпространение и местообитание
Разпространен е в Европейска част на Русия и Япония (Хоншу).
Среща се на дълбочина от 100 до 1000 m, при температура на водата от 0 до 0,4 °C и соленост 32,3 – 34,1 ‰.

## Описание
На дължина достигат до 1 m.